# Järnväg i Albanien

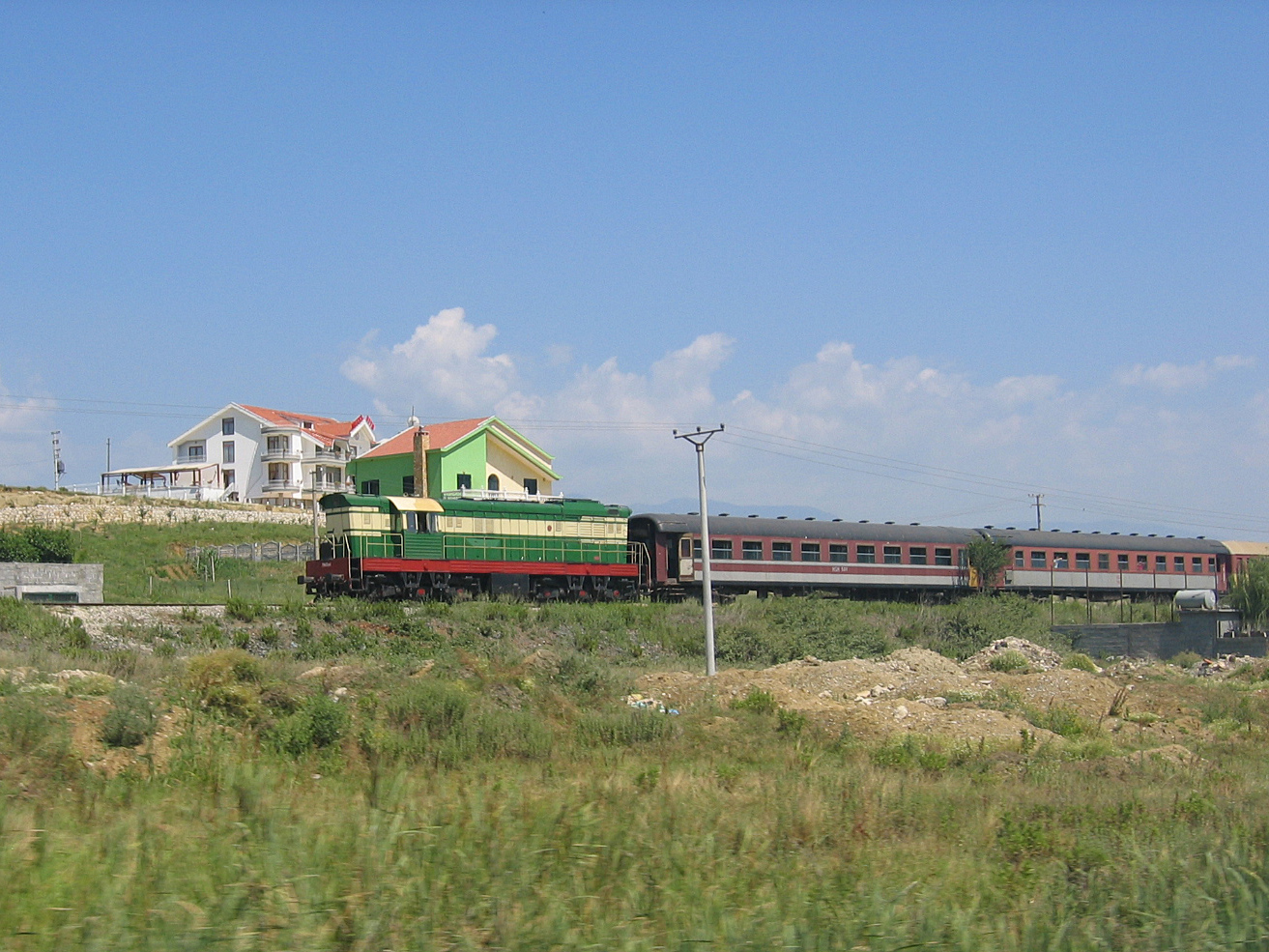
Tåg med diesellok mellan Tirana och Durrës (2005)

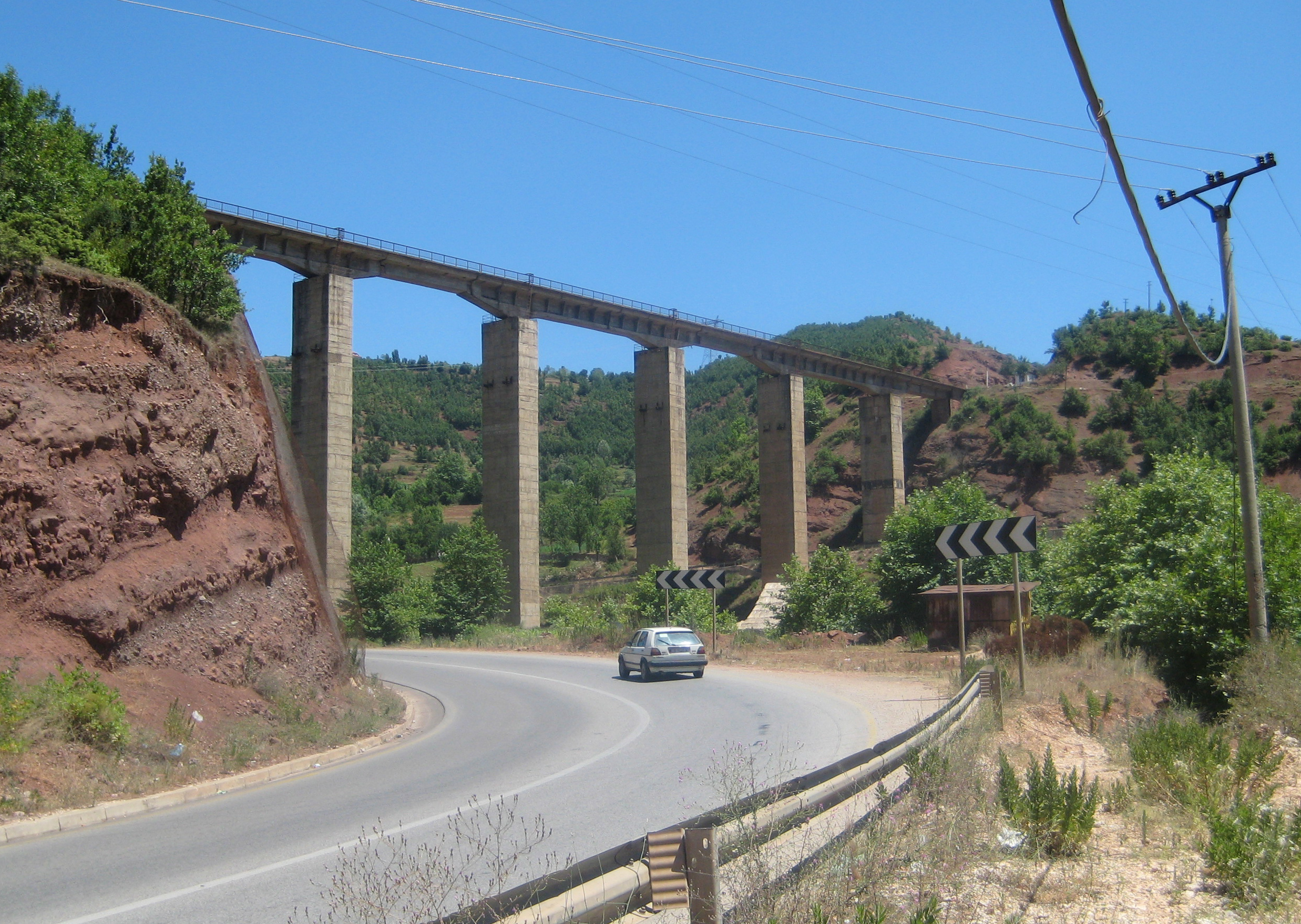
Albaniens högsta och längsta järnvägsbro, söder om Librazhd (2007)

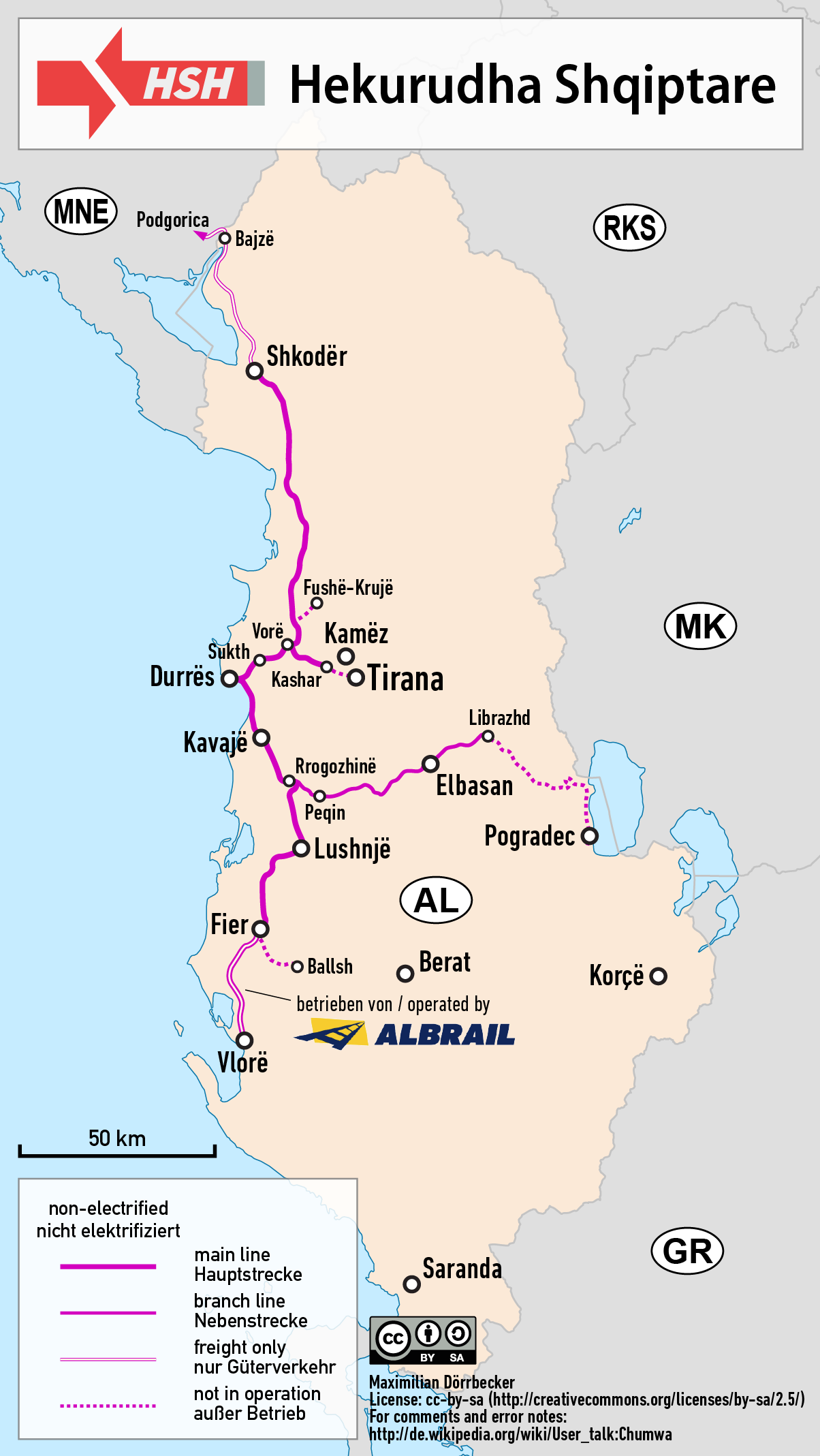

Albaniens järnvägsnät är av ungt datum. Albanien var det sista landet i kontinentala Europa 1947 utan järnväg. Enver Hoxha tog efter kriget 1945 initiativet till att bygga ett järnvägsnät, och den första sträckan stod klar redan 1947. Fler och fler järnvägslinjer etablerades i landet. 1986 byggdes en järnvägslinje över gränsen till Montenegro (dåvarande Jugoslavien), som var den enda internationella länken. I slutet av 1980-talet hade Albanien ett 667 km långt nätverk.
Efter Hoxhas död kollapsade kommunismen och järnvägen förlorade sin popularitet. Utvecklingen och underhållet minskade. Bilar blev tillgängliga för albanerna och bussar körde också mer och mer. Några av järnvägslinjerna stängdes helt, andra trafikerades endast av godståg.
För närvarande går ett par linjer för persontrafik, vissa tåg renoverades till och med 2015 tillsammans med linjen Tirana-Durrës.
Nätens officiella benämning är Hekurudha Shqiptare (HSH) – dvs. Albaniens järnväg.
En lag från 2016 reglerar järnvägstrafik i Albanien. Ministeriet för infrastruktur och energi ansvarar för järnvägstransporter.
HSH är starkt beroende av staten för driften och särskilt för förnyelse av den föråldrade infrastrukturen. Efter regeringsbyte drog Albanien sig från förnyelsen av linjen Durrës–Tirana, som avtalats med General Electric, vilket resulterade i en stora böter. År 2016 tillkännagavs att Europeiska banken för återuppbyggnad och utveckling avsåg att bevilja Albanien ett lån för förnyelse av järnvägslinjen Tirana–Durrës och för byggandet av en sju och en halv kilometer matare till Tiranas flygplats. Kostnaderna beräknas till cirka 82 miljoner euro. Regeringen lovade att öppna den nya linjen 2019.  I slutet av 2019 var dock byggnadsarbetena endast anbudsgivna och kostnaderna uppgick till 92 miljoner euro.
Eftersom den nyligen utökade linjen endast leder till den nya järnvägsstationen i utkanten av Tirana, kommer en spårväg att vara nödvändig på lång sikt. Två linjer planeras: Den ena leder från den nya järnvägsstationen i nordost genom centrum till södra utkanten, den andra korsar staden från väster till öster.
Andra idéer är att den paneuropeiska transportkorridoren VIII, anslutningen från Adriatiska havet till Svarta havet ska utvidgas med anslutning till Nordmakedoniens järnvägsnät. Nord-syd-anslutningen måste också utvidgas. Den albanska staten saknar ekonomiska medel för dessa investeringar.